# جسر زغال
جسر زغال (بالفارسية: پل زغال) هو جسر تاريخي يعود إلى عصر الدولة البهلوية، ويقع في مقاطعة شالوس.